# Seara (Santa Catarina)
Pour les articles homonymes, voir Seara.
Seara est une ville brésilienne de l'ouest de l'État de Santa Catarina.

## Généralités
On trouve à Seara le plus grand musée entomologique d'Amérique latine, le Musée entomologique Fritz-Plaumann.
Seara est également le siège de l'entreprise Seara alimentos, une des principales entreprises de négoce agro-alimentaire du Brésil.

## Géographie
Seara se situe par une latitude de 27° 08′ 58″ sud et par une longitude de 52° 18′ 38″ ouest, à une altitude de 550 mètres.
Sa population était de 16 922 habitants au recensement de 2010. La municipalité s'étend sur 313 km2.
Elle fait partie de la microrégion de Concórdia, dans la mésorégion Ouest de Santa Catarina.

## Administration
La municipalité est constituée de trois districts :
- Seara (siège du pouvoir municipal)
- Caraíba
- Nova Teutônia

## Villes voisines
Seara est voisine des municipalités (municípios) suivantes :
- Arvoredo
- Xavantina
- Ipumirim
- Arabutã
- Itá
- Paial
- Chapecó